# João de Sousa Lima (prelado)
Dom João de Sousa Lima, OCist (Tacaratú, 22 de março de 1913 - Salvador, 1 de outubro de 1984), foi um bispo católico brasileiro e segundo arcebispo de Manaus.

## Biografia
Nasceu em Tacaratu, interior do Estado de Pernambuco, aos 22 de março de 1913, filho de José de Sousa Lima e de Maria Cesalpina de Lima. Fez o curso primário em sua terra natal e curso secundário no Colégio Estadual de Pernambuco.
Entrou no Seminário de Olinda em 1933, onde fez o curso de Filosofia, e se transferiu para o Seminário Central de São Leopoldo, no Rio Grande do Sul, tendo feito aí o curso superior de Teologia, de 1936 a 1939.
Foi ordenado sacerdote em Pesqueira, Pernambuco, no dia 12 de novembro de 1939, e nomeado diretor e professor do Ginásio Diocesano Cristo Rei, em Pesqueira.
Aos 14 de maio de 1949, foi nomeado bispo-auxiliar de Diamantina, Minas Gerais. Foi sagrado bispo em 21 de setembro de 1949. Esta data é considerada como o “Dia do Arcebispo” em Manaus.
Em 1955, foi nomeado bispo de Nazaré da Mata, em Pernambuco, e em janeiro de 1958. foi promovido a arcebispo de Manaus, tendo tomado posse no dia 24 de maio de 1958. Sucedeu na ocasião Dom Alberto Gaudêncio Ramos, assumindo na história a dignidade de segundo arcebispo de Manaus.
Ocupou o arcebispado por 21 anos em Manaus, renunciando em 1979, ocupou a função de bispo coadjutor de Salvador. Faleceu no dia 1º de outubro de 1984, aos 71 anos de idade. Está sepultado no Mosteiro dos Cistercienses de Jequitibá, nas cercanias do município de Mundo Novo, Bahia, local onde ingressou na vida religiosa monástica e também passou seus últimos anos de vida.

## Ordenações episcopais
Dom João de Souza Lima foi o principal celebrante da ordenação episcopal dos seguintes bispos:

- Dom Moacyr Grechi
- Dom Gutemberg Freire Régis
- Dom Jorge Eduardo Marskell